# Elgin Justen
Elgin Justen ist eine deutsche Kegelsportlerin.

## Werdegang
Elgin Justen wandte sich früh dem Kegelsport zu. 2003 wurde sie 3-fache Weltmeisterin. Sie gewann den Titel im Einzel, im Damenpaar und in der Mannschaft. Bei der Europa-Meisterschaft 2005 gewann sie sowohl im Einzel und auch im mixed Paarkampf. Bei den World Games 2008 gewann sie Gold im Einzel und im mixed Paarkampf.
Am 8. Mai 2008 wurde ihr vom damaligen Bundesinnenminister Wolfgang Schäuble, stellvertretend für den Bundespräsidenten Horst Köhler, das Silberne Lorbeerblatt verliehen.